# 1453 w polityce
Wydarzenia polityczne w 1453 roku.

## Wydarzenia
- 29 maja – po długim oblężeniu Turcy zdobywają Konstantynopol. Cesarstwo bizantyjskie przestaje istnieć.
- 3 lipca podczas oblężenia Poucques w trakcie wojny Burgundii ze zbuntowaną Gandawą od kuli armatniej ginie słynny wówczas rycerz Jacques de Lalaing[1]. Wydarzenie to wyznacza symbolicznie koniec ery rycerstwa.
- 17 lipca – Bitwa pod Castillon, ostatnie wielkie starcie wojny stuletniej.
- 19 października - wojna stuletnia: wojska Francuskie zdobywają Bordeaux, ostatni punkt oporu Anglików w Gaskonii - faktyczny koniec wojny stuletniej[2].

## Urodzili się
13 października - Edward Westminster, książę Walii, syn króla Anglii Henryka VI Lancastera (poległ 1471)

## Zmarli
- 29 maja – Konstantyn XI Paleolog, cesarz bizantyjski.
- 1 czerwca – Çandarlı Halil Pasza, wielki wezyr turecki.
- 2 czerwca – Álvaro de Luna, faworyt króla Jana II Kastylijskiego.
- 17 lipca – John Talbot, dowódca angielski.